# 大野極楽寺公園
大野極楽寺公園（おおのごくらくじこうえん）は、愛知県一宮市浅井町にある一宮市立の都市公園（総合公園）である。木曽川南派川沿いにある。2011年（平成23年）4月から指定管理者制度に基づき、一般財団法人公園財団が運営管理している。

## 概況
木曽川南派川沿い（河田橋～138タワーパーク）にあり、御囲堤と木曽川堤防に挟まれている。地名では、一宮市浅井町河田、浅井町大野、浅井町極楽寺になり、管理棟は一宮市浅井町大野にある。
施設は、管理棟（休憩室、視聴覚室、研修室など）、風のエリア（市民の森、遊具、芝生広場など）、バーベキュー広場、運動場（野球場、テニスコートなど）、野鳥園がある。又、レンタサイクルもある。
隣接する御囲堤とともに、サクラの名所である。

## 施設の利用方法
- 入園料：無料（施設の一部有料）
- 開棟時間：8：30～17：15（管理棟営業時間）入園時間には制限無し。
- 休棟日：毎月第2月曜日（休日の場合翌平日）、11月〜2月は毎週月曜日、毎年の年末年始（12月29日～1月3日）。

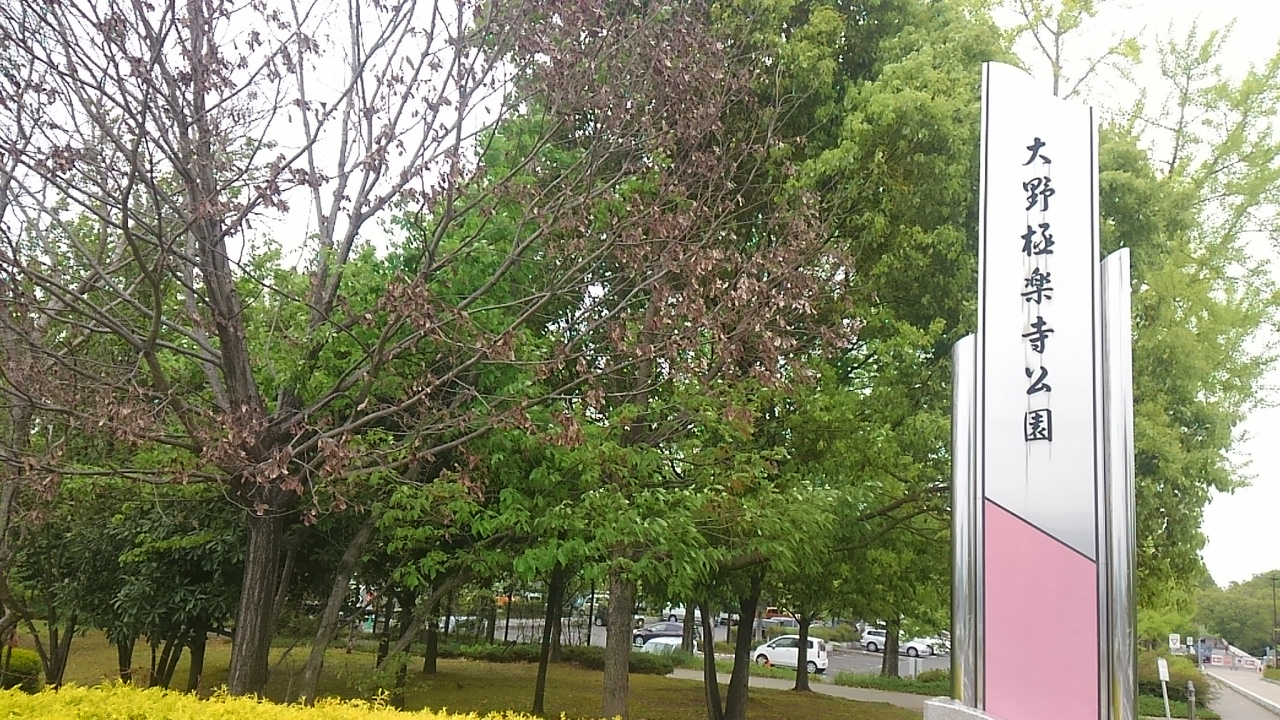
極楽寺公園入口

## その他

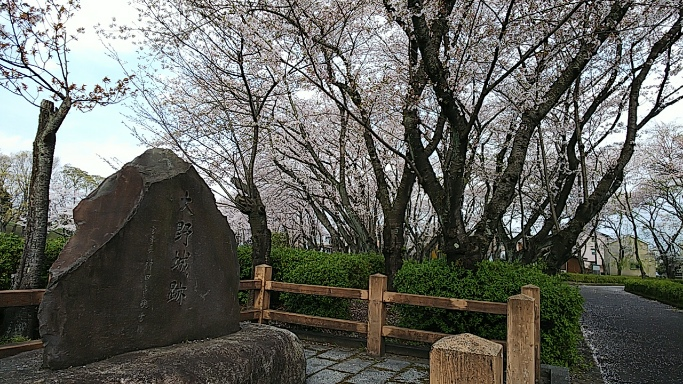
公園内の大野城の碑

138タワーパークに隣接していることから、木曽三川公園の一部と思われ易いが、木曽三川公園ではない。一宮市が管理する総合公園である。
かつての大野城があった場所であり園内に碑がある。

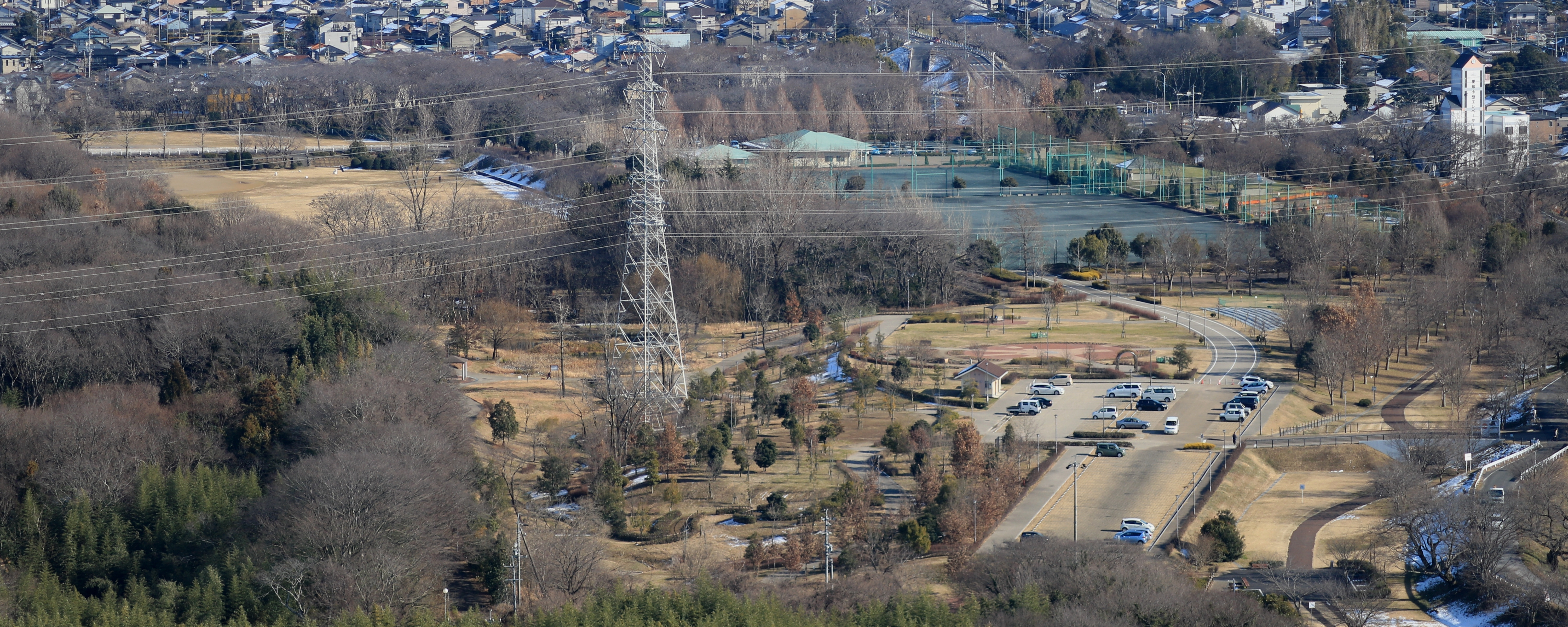
西側に隣接する木曽三川公園138タワーパークのツインアーチ138から見下ろす大野極楽寺公園の全景

## 交通機関
- JR東海道本線 尾張一宮駅又は名鉄名古屋本線・尾西線 名鉄一宮駅から名鉄一宮駅バスターミナルより名鉄バス川島行きに乗車、「大野」バス停下車、徒歩で約1分。